# Leucopholis pulvurelenta
Leucopholis pulvurelenta är en skalbaggsart som beskrevs av Hermann Burmeister 1855. Leucopholis pulvurelenta ingår i släktet Leucopholis och familjen Melolonthidae. Inga underarter finns listade i Catalogue of Life.